# Нуртьє Херлаар
Нуртьє Херлаар (нід. Noortje Herlaar; 22 квітня 1985, Влардінген, Нідерланди) — нідерландська акторка та співачка. 24 січня 2010 року перемогла у фіналі телевізійної програми "У пошуках Мері Поппінс", в результаті чого зіграла головну роль Мері Поппінс в однойменному мюзиклі, який був показаний у Circustheater у Схевенінгені в 2010/2011. У 2012 році дебютувала на телебаченні роллю Жанни в серіалі «Мати, я хочу приєднатися до Ревізії» (нід. Moeder, ik wil bij de Revue).

## Життєпис
Ноортьє Герлаар виросла у Мааслуйсі і відвідувала місцеву балетну школу з чотирьох років. Коли їй було дев'ять, вона пішла на підготовчу освіту до музики і танцю HAVO в Академії танцю в Роттердамі. Під час навчання в гімназії Штедлейк Schiedam вона грала у кількох шкільних постановках, а у вільний час протягом шести років ходила на уроки в Молодіжній театральній школі Хофплейна в Роттердамі, де виступала в кількох виставах. У 2003 році Герлаар розпочала освіту в Академії музичного театру Роттердамської консерваторії, також відомій як Кодартс. У червні 2007р Герлаар закінчила свою сольну виставу" La Vie en Rose", з якою виступала в театрі Комедії в Амстердамі.
Після навчання Герлаар почала працювати акторкою в Театрі Терра у мандрівній сімейній виставі Matroos in de tuzen, заснованій на книзі Дафни Декерс. Потім її прийняли в мюзикл «Брудні танці», в якому вона більше року виконувала роль Лізи Хаусман у театрі Беатрікс в Утрехті. У вересні та жовтні 2009 року Герлаар була помічена в одній з головних ролей у мюзиклі «Urinetown», інші головні ролі були у Джамай Ломан, Рене ван Кутена та Сюзани Сігерс.
Херлаар також працює голосовою акторкою в різних мультфільмах та серіалах.
Герлаар зіграла одну з головних ролей у «Де» разом із Джонні Краайкампом-молодшим та Джої Шалкером. У цьому вона зіграла роль шведської Улли. Шоу провалилося через тиждень після прем'єри 23 жовтня 2011 року і негайно припинилося. У 2012 році Герлаар з'явилася в «Лихоманці суботньої ночі». Зіграла роль Стефані Мангано, партнерки танцю Тоні Манеро.
У 2012 році Герлаар зіграла головну роль у Het.
З осені 2016 року Герлаар можна побачити в серіалі «Чоловіки лікарки Енн». В лютому 2016 року разом із Єроеном Шпітценбергером, серед інших, вона була в телефонній серії «Букет» De Film: Гордість і бажання. У 2017 році зіграла одну з головних ролей у серіалі De 12 van Oldenheim.
З актором Баррі Атсма вона в стосунках з 2015 року, у пари є дочка.

## Вибіркова фільмографія
- Гордість і бажання (2016)
- Рамзес (2014)